# Fort Cobb
Fort Cobb és un poble dels Estats Units a l'estat d'Oklahoma. Segons el cens del 2000 tenia 667 habitants.

## Demografia
Segons el cens del 2000, Fort Cobb tenia 667 habitants, 270 habitatges, i 189 famílies. La densitat de població era de 505 habitants per km².
Dels 270 habitatges en un 35,2% hi vivien nens de menys de 18 anys, en un 55,9% hi vivien parelles casades, en un 11,5% dones solteres, i en un 30% no eren unitats familiars. En el 28,1% dels habitatges hi vivien persones soles el 16,7% de les quals corresponia a persones de 65 anys o més que vivien soles. El nombre mitjà de persones vivint en cada habitatge era de 2,47 i el nombre mitjà de persones que vivien en cada família era de 3,05.
Per edats la població es repartia de la següent manera: un 28,9% tenia menys de 18 anys, un 7,3% entre 18 i 24, un 26,7% entre 25 i 44, un 19,8% de 45 a 60 i un 17,2% 65 anys o més.
L'edat mediana era de 37 anys. Per cada 100 dones de 18 o més anys hi havia 74,3 homes.
La renda mediana per habitatge era de 25.625 $ i la renda mediana per família de 34.000 $. Els homes tenien una renda mediana de 26.786 $ mentre que les dones 18.854 $. La renda per capita de la població era de 15.085 $. Entorn del 12,5% de les famílies i el 17,6% de la població estaven per davall del llindar de pobresa.

## Poblacions més properes
El següent diagrama mostra les poblacions més properes.